# ザールフェルト

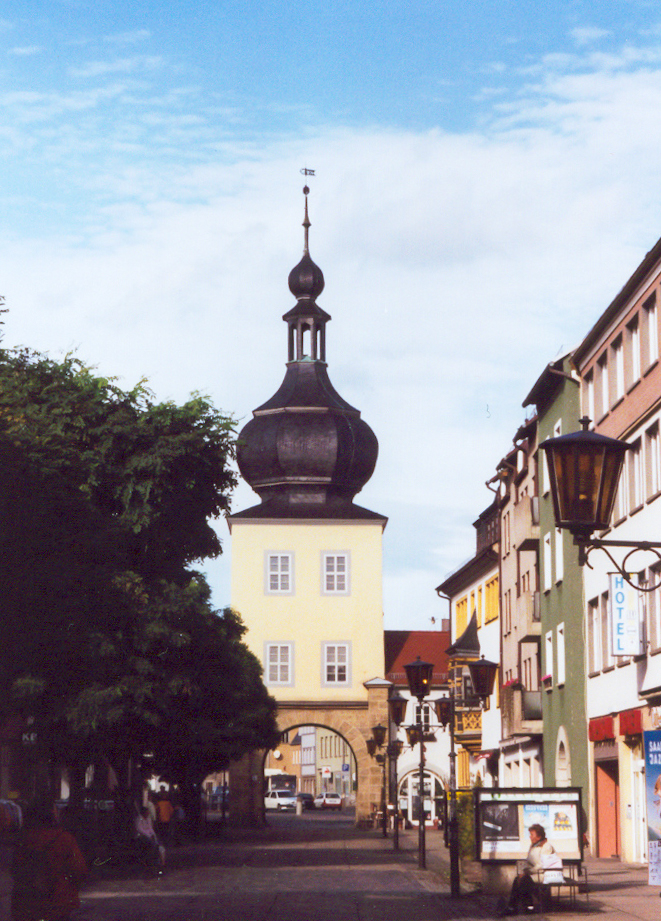
街の門

ザールフェルト (Saalfeld) はドイツ連邦共和国の都市。テューリンゲン州に属する。人口は約29,000人。

## 地勢
ザーレ川沿いに位置している。近隣の都市としては、約45キロ北のエアフルト、40キロ北のヴァイマル、35キロ北東のイェーナなどが挙げられる。OpenStreetMap上にあるザールフェルトの美術館・博物館がある最も重要な観光スポットです。

## 歴史
899年、史料上でザールフェルトが初めて確認された。1071年（または1074年）、ケルン大司教によって、この地に修道院が建てられた。この修道院を核として当初の街は発展した。1180年、都市特権が認められた。1680年から1735年までは、ザクセン＝ザールフェルト公国の都がおかれた。19世紀前半からは、ザクセン＝マイニンゲン公国（1871年からはドイツ帝国を構成する一邦国）の統治下におかれた。

## 姉妹都市
- スタン（フランス）1964年
- ソコロフ（チェコ）1974年
- クルムバッハ（ドイツ）1988年
- サマイパタ（ボリビア）1996年
- ザレヴォ（ドイツ名：ザールフェルト、ポーランド）2001年

## ザールフェルト出身の著名人
- ペトラ・フェルケ - 陸上競技選手
- ヨハン・フィリップ・キルンベルガー - 音楽家
- カール・フリードリヒ・ゲルトナー - 東洋学者
- ハインリヒ・シュルツ - 軍人、政治家
- ヴァルター・ヤコビ - 科学者
- カール・ヤーン - 食肉加工業者

## 引用
1. ↑  Bevölkerung der Gemeinden vom Thüringer Landesamt für Statistik
2. ↑  “OpenStreetMap上にあるザールフェルトの美術館・博物館がある最も重要な観光スポットです。”. landausblick.de. 2022年7月2日閲覧。